# Paulhan
Paulhan è un comune francese di 3 616 abitanti situato nel dipartimento dell'Hérault nella regione dell'Occitania.

## Società

### Evoluzione demografica
Abitanti censiti